# Amaad Fareed
Amaad Fareed (* 5. März 1996 in Lahore) ist ein pakistanischer Squashspieler.

## Karriere
Amaad Fareed begann seine Karriere im Jahr 2014 und gewann bislang einen Titel auf der PSA World Tour. Seine höchste Platzierung in der Weltrangliste erreichte er mit Rang 98 im August 2021. Mit der pakistanischen Nationalmannschaft nahm er 2017 an der Weltmeisterschaft teil und wurde mit ihr 2018 Vizeasienmeister. Bei den Asienspielen 2018 gewann er mit der Mannschaft die Bronzemedaille.

## Erfolge
- Vizeasienmeister mit der Mannschaft: 2018
- Gewonnene PSA-Titel: 1
- Asienspiele: 1 × Bronze (Mannschaft 2018)